# Bíňovce
Bíňovce jsou obec na Slovensku v okrese Trnava. Žije zde 654 obyvatel. První písemná zmínka o obci pochází z roku 1330.
V obci stojí římskokatolický kostel svatého Michaela archanděla z roku 1788.